# Палача
Палача је насељено место у општини Шодоловци, у источној Славонији, Република Хрватска.

## Историја
Овде се налазила пустара "Палача" грофа Елца. Неки насељеници су дошли већ 1919. а Министарство аграрне реформе је установило добровољачку колонију, између два мађарска села Ласлово и Корог, у новембру 1922. После годину дана овде је било 50 породица, углавном сиромашних Далматинаца.
До нове територијалне организације у Хрватској насеље се налазило у саставу бивше општине Осијек.

## Становништво
На попису становништва 2011. године, Палача је имала 241 становника.

## Попис 1991.
На попису становништва 1991. године, насељено место Палача је имало 413 становника, следећег националног састава:
| Попис 1991.‍  | Попис 1991.‍  | Попис 1991.‍ | Попис 1991.‍ | Попис 1991.‍ |
| ------------ | ------------ | ----------- | ----------- | ----------- |
|              |              |             |             |             |
| Срби         | Срби         |             | 337         | 81,59%      |
| Хрвати       | Хрвати       |             | 42          | 10,16%      |
| Југословени  | Југословени  |             | 18          | 4,35%       |
| Мађари       | Мађари       |             | 4           | 0,96%       |
| Црногорци    | Црногорци    |             | 2           | 0,48%       |
| неопредељени | неопредељени |             | 3           | 0,72%       |
| регион. опр. | регион. опр. |             | 1           | 0,24%       |
| непознато    | непознато    |             | 6           | 1,45%       |
| укупно: 413  |              |             |             |             |